# Жилкін Геннадій Володимирович
Геннадій Володимирович Жилкін (нар. 3 серпня 1969, Дніпропетровськ, УРСР) — радянський та український футболіст, воротар. Грав у вищих дивізіонах України, Ізраїлю, Росії, Казахстану і Білорусі. По завершенні ігрової кар'єри — тренер. Головний тренер аматорського клубу «Перемога» з Дніпра.

## Кар'єра гравця
Вихованець дніпропетровського футболу. У 1988 році призваний в армію і направлений в одеський СКА, в його складі дебютував в офіційних матчах на дорослому рівні. У 1990 році повернувся в «Дніпро» і за два наступні сезони провів в його складі дві гри в Кубку СРСР і три матчі в Кубку Федерації. Більшу частину останнього сезону чемпіонату СРСР відіграв у складі херсонського «Кристала», в якому був основним воротарем.
Після утворення незалежної чемпіонату України підписав контракт із запорізьким «Торпедо», але гравцем основи не став. Перший матч у вищій лізі зіграв в останньому турі чемпіонату, 9 червня 1992 проти вінницької «Ниви», а також провів один матч в Кубку України. Перше коло сезону 1992/93 знову провів в Херсоні, а потім за три роки змінив кілька команд, ні в одній з яких не зміг закріпитися. У тому числі виступав у клубі вищого дивізіону Ізраїлю «Маккабі» (Петах-Тіква). В 1995 році був основним воротарем вінницької «Ниви».
Влітку 1995 року перейшов в новоросійський «Чорноморець». Єдиний матч в чемпіонаті Росії зіграв 15 серпня 1995 року проти «КАМАЗа» (2:1). Ще до закінчення літнього трансферного вікна покинув команду і повернувся в Україну.
У наступні роки голкіпер також часто міняв команди, в тому числі виступав у вищій лізі України за кіровоградську «Зірку» і в Росії за тульський «Арсенал». У 1998 році став переможцем зони «Схід» другої ліги Росії в складі красноярського «Металурга», взявши участь у всіх 30 матчах своєї команди. У 2000—2001 роках виступав за «Актобе-Ленто», з цією командою вийшов з першої казахстанської ліги у вищу, пізніше грав в Казахстані за «Кайсар». У 2002 році був у складі латвійського «„Дінабург“», але не виходив на поле. Потім три сезони провів у білоруських командах, грав у вищій лізі за «Молодечно» і в першій — за «Торпедо-Кадино». Останнім професійним клубом для воротаря став криворізький «Гірник», який грав у другій лізі України.
Всього у вищій лізі України зіграв 33 матчі.

## Кар'єра тренера
Працював тренером воротарів в клубах «Оболонь», «Кривбас», «Металург» (Донецьк) і російської «Мордовії», в кожному з цих клубів був помічником Юрія Максимова.
З 2015 року працює тренером воротарів в аматорському клубі «Колос» (Зачепилівка), який грає в чемпіонаті Харківської області.
З 2018 року очолив аматорський колектив «Перемога» з Дніпра, який грав в аматорському Чемпіонаті України 2018-19 і посів шосте місце у групі 3.

## Досягнення
- Друга ліга чемпіонату Росії (зона «Схід»)
  -  Чемпіон (1): 1998